# Melodifestivalen 1981
Melodifestivalen 1981 var den 21:a upplagan av musiktävlingen Melodifestivalen och samtidigt Sveriges uttagning till Eurovision Song Contest 1981. 
Finalen hölls på Cirkus i Stockholm den 21 februari 1981, där melodin "Fångad i en dröm", framförd av Björn Skifs, vann genom att ha fått högst totalpoäng av jurygrupperna. Det här året gjordes en del radikala förändringar i tävlingsupplägget, då man bara hade hälften så många tävlande bidrag jämfört med tidigare år, samt att programmet inte blev ett eget program utan ingick i ett annat program, liksom året 1971. Årets kompositörer hade dessutom valts ut på förhand. Vinnarartisten Björn Skifs blev den första svenska Melodifestivalsvinnaren som soloartist att vinna festivalen två gånger.
Fångad i en dröm fick representera Sverige i ESC 1981 som arrangerades i Dublin på Irland den 4 april 1981. 

## Tävlingsupplägg[1]
Efter tio år i rad med en finalkväll med tio bidrag valde Sveriges Television att stryka det formatet till det här året och bara ha en finalkväll med fem bidrag. Dessa bidrag valdes ut bland kompositörer som haft störst framgång på Svensktoppen under perioden 1 juli 1979 till 12 oktober 1980. De fem kompositörer som valdes ut var Agnetha Fältskog, Anders Glenmark, Bengt Palmers, Janne Lucas och Lasse Holm. Dessa hade dock rätt att samskriva sina respektive bidrag med andra kompositörer. Det blev således ingen allmän inskickning det här året. 
En annan förändring blev att programmet fick ingen egen show utan blev istället inbakad efter Janne ”Loffe” Carlssons program "Janne Carlsson Show". Carlsson blev således också programmets programledare. Medan jurygrupperna runt om i landet bestämde sitt resultat höll han i en frågesport om musik.

### Återkommande artister
Endast två av artisterna (Kicki Moberg och Elisabeth Andreasson) det här året var nykomlingar, resterande hade tävlat minst ett år tidigare.
| Artist                            | Tidigare år (med placering) (Melodifestivalen) | Tidigare år (med placering) (ESC) |
| --------------------------------- | ---------------------------------------------- | --------------------------------- |
| Anders Glenmark                   | 1973 (4:a)1, 1974 (8:a)1, 1975 (6:a)2          | –                                 |
| Björn Skifs                       | 1972 (9:a), 1975 (5:a), 1978 (1:a)             | 1978 (14:e)                       |
| Chips (nuvarande Sweets 'n Chips) | 1980 (4:a)3                                    | –                                 |
| Janne Lucas                       | 1980 (2:a)                                     | –                                 |
| Tania (Del av Sweets 'n Chips)    | 1980 (8:a)                                     | –                                 |

1 1973 och 1974 sjöng Anders Glenmark som en del av gruppen Glenmarks.

2 1975 sjöng Glenmarks tillsammans med artisten Hadar.

3 1980 bestod gruppen Chips av Kikki Danielsson och Lasse Holm. Det här året utökades bandet med Tania och Elisabeth Andreasson.

## Finalkvällen

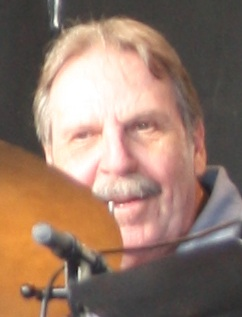
Janne "Loffe" Carlsson ledde festivalen det här året.

Finalen av festivalen 1981 sändes i TV1 den 21 februari 1981 kl. 21.15-22.15 från Cirkus i Stockholm. Programledare var Janne ”Loffe” Carlsson, eftersom Melodifestivalen sändes direkt efter hans TV-show Janne Carlsson Show. Anders Berglund var kapellmästare. Huskören bestod det här året av Rosa Gröning, Caj Högberg, Agneta Olsson och Lennart Sjöholm. Pausunderhållningen bestod av en frågesport om musik, ledd av Carlsson själv.
Precis som tidigare år användes modellen med elva regionala jurydistrikt, som vart och ett representerade en svensk stad, från norr till söder i landet. Varje jurygrupp bestod av elva personer där minst hälften var under 25 år. Utöver detta skulle 50% av jurygruppen bestå av lekmän (allmänhet) och 50% av musikproffs. Den poängfördelning som gjordes såg annorlunda ut jämfört med de senaste åren, eftersom det bara var fem tävlande bidrag. Istället för att använda sig av ESC-modellen med 1-8, 10 och 12 poäng användes istället en reducerad poängmall. Den innebar att varje jurygrupp gav sin favoritlåt 8 poäng, sin tvåa 6 poäng, sin trea 4 poäng, sin fyra 2 poäng och sin femma 1 poäng. Likt tidigare år fick alla bidrag minst ett poäng av varje jurygrupp. 
Det kan tilläggas att vinnaren, Björn Skifs, skrev Melodifestivalhistoria, då han blev den förste soloartisten någonsin att vinna Melodifestivalen två gånger. Noterbart är att vid sin andra vinst vann han utan att behöva gå igenom en skiljeomröstning, vilket var fallet då han år 1978 tävlade mot bl.a. Lasse Holm och Kikki Danielsson (och Wizex) om vinsten i skiljeomröstningen.

### Startlista
| Nr | Artist          | Låt                          | Upphovsmän (Text & musik)                        |
| -- | --------------- | ---------------------------- | ------------------------------------------------ |
| 1  | Janne Lucas     | Rocky Mountain               | Jan Persson (Lucas) (tm), Göran Ledstedt (t)     |
| 2  | Anders Glenmark | Det är mitt liv – det är jag | Anders Glenmark (tm)                             |
| 3  | Kicki Moberg    | Men natten är vår            | Ingela "Pling" Forsman (t), Agnetha Fältskog (m) |
| 4  | Björn Skifs     | Fångad i en dröm             | Björn Skifs (tm), Bengt Palmers (tm)             |
| 5  | Sweets 'n Chips | God morgon                   | Lasse Holm (tm), Torgny Söderberg (tm)           |

### Poäng och placeringar
| Nr | Låt                          | Falun | Gbg | Karl- stad | Luleå | Malmö | Norr- köping | Sunds- vall | Umeå | Växjö | Örebro | Sthlm | Summa | Plac. |
| -- | ---------------------------- | ----- | --- | ---------- | ----- | ----- | ------------ | ----------- | ---- | ----- | ------ | ----- | ----- | ----- |
| 1  | Rocky Mountain               | 8     | 4   | 4          | 6     | 4     | 6            | 6           | 4    | 4     | 2      | 2     | 50    | 3     |
| 2  | Det är mitt liv – det är jag | 4     | 6   | 8          | 1     | 2     | 2            | 2           | 6    | 1     | 1      | 8     | 41    | 4     |
| 3  | Men natten är vår            | 1     | 1   | 1          | 2     | 1     | 1            | 8           | 1    | 2     | 4      | 6     | 28    | 5     |
| 4  | Fångad i en dröm             | 6     | 8   | 6          | 8     | 8     | 4            | 1           | 2    | 6     | 6      | 4     | 59    | 1     |
| 5  | God morgon                   | 2     | 2   | 2          | 4     | 6     | 8            | 4           | 8    | 8     | 8      | 1     | 53    | 2     |

### Juryuppläsare
- Falun: Anna-Kajsa Vilje
- Göteborg: Rune Rustman
- Karlstad: Ulf Schenkmanis
- Luleå: Anita Lovén
- Malmö: Kåge Gimtell
- Norrköping: Larz-Thure Ljungdahl
- Sundsvall: Maritta Selin
- Umeå: Fredrik Borgman
- Växjö: Göran Winberg
- Örebro: Sten Lindqvist
- Stockholm: Agneta Ekberg

## Eurovision Song Contest
Tävlingen hölls i  Dublin den 4 april 1981. Totalt kom tjugo länder till start, Sverige tävlade för andra gången med det sista startnumret och blev efter juryöverläggningarna tia med 50 poäng.